# Royaume de Sardaigne
 (janvier 2023).
Si vous disposez d'ouvrages ou d'articles de référence ou si vous connaissez des sites web de qualité traitant du thème abordé ici, merci de compléter l'article en donnant les références utiles à sa vérifiabilité et en les liant à la section « Notes et références ».
1297–1861
1297–1768
Entités précédentes :
- Duché de Savoie
- Royaume de Sardaigne (République de Pise)
- Comté de Corse
- Judicat d'Arborée
- Judicat de Gallura
- Judicat de Logudoro
- Judicat de Cagliari

Entités suivantes :
- Royaume d'Italie
- Royaume de France

Le royaume de Sardaigne est un État européen, qui a existé entre 1297 et 1861, date à laquelle il a été intégré au royaume d'Italie (1861-1946), dont le premier roi, Victor-Emmanuel II, est le dernier roi de Sardaigne.

## Débuts (1297)
Le Regnum Sardiniae et Corsicae (royaume de Sardaigne et de Corse) est promulgué à Rome (dans l'ancienne basilique Saint-Pierre) le 4 avril 1297, à la suite du traité d'Anagni,,. 
Le pape Boniface VIII, afin de régler le différend entre la maison d'Anjou-Sicile et la couronne d'Aragon, investit le roi d'Aragon Jacques II du jus invadendi (droit de conquête légitime) sur la Sardaigne et la Corse par la Bulle Super reges et regna.

## Royaume de Sardaigne sous la couronne d'Aragon (1324-1460)
Tout au long du XIVe et du XVe siècles, en lien avec sa politique de « route des iles » vers l'Orient, le « fet de Sardenya » et la conquête de la Corse furent parmi les principaux problèmes auquel les rois d’Aragon furent confrontés. Au cœur d’une longue guerre contre la Commune de Gênes, la domination des îles fut en effet l’un des enjeux de la diplomatie aragonaise. La difficile conquête du Regnum Sardiniae et Corsicae impliqua aussi bien les rois d’Aragon que leurs princes héritiers.
Initialement conquise au cours de l'année 1324, la Sardaigne resta un territoire en perpétuel révolte face au pouvoir catalano-aragonais ; particulièrement le judicat d'Arborée. En raison de ses moyens limités, la couronne d'Aragon concentra ses propres moyens sur la Sardaigne (riches en ressources et stratégique de par sa position entre la Catalogne et la Sicile).
En Corse, un parti pro-aragonais se créa au sein de la noblesse insulaire, en lutte contre l'influence de la république de Gênes ; particulièrement après la révolte antiseigneuriale des années 1357-1358. La couronne d'Aragon s'appuya sur des nobles tels qu'Arrigo della Rocca et Vincentello d'Istria pour contrôler au mieux l'ile.
À la suite de la victoire de San Luri, le 30 juin 1409, des forces Martin le Jeune face à celles de Guillaume II de Narbonne, la Sardaigne est pacifiée par la couronne d'Aragon.
C'est à partir des années 1460, et l'échecs des derniers vice-roi, que l'objectif de contrôler entièrement le Regnum Sardiniae et Corsicae semble être délaisser par la Couronne au profit du contrôle seul de la Sardaigne.

## Le royaume de Sardaigne sous les monarchies ibériques (1460-1720)

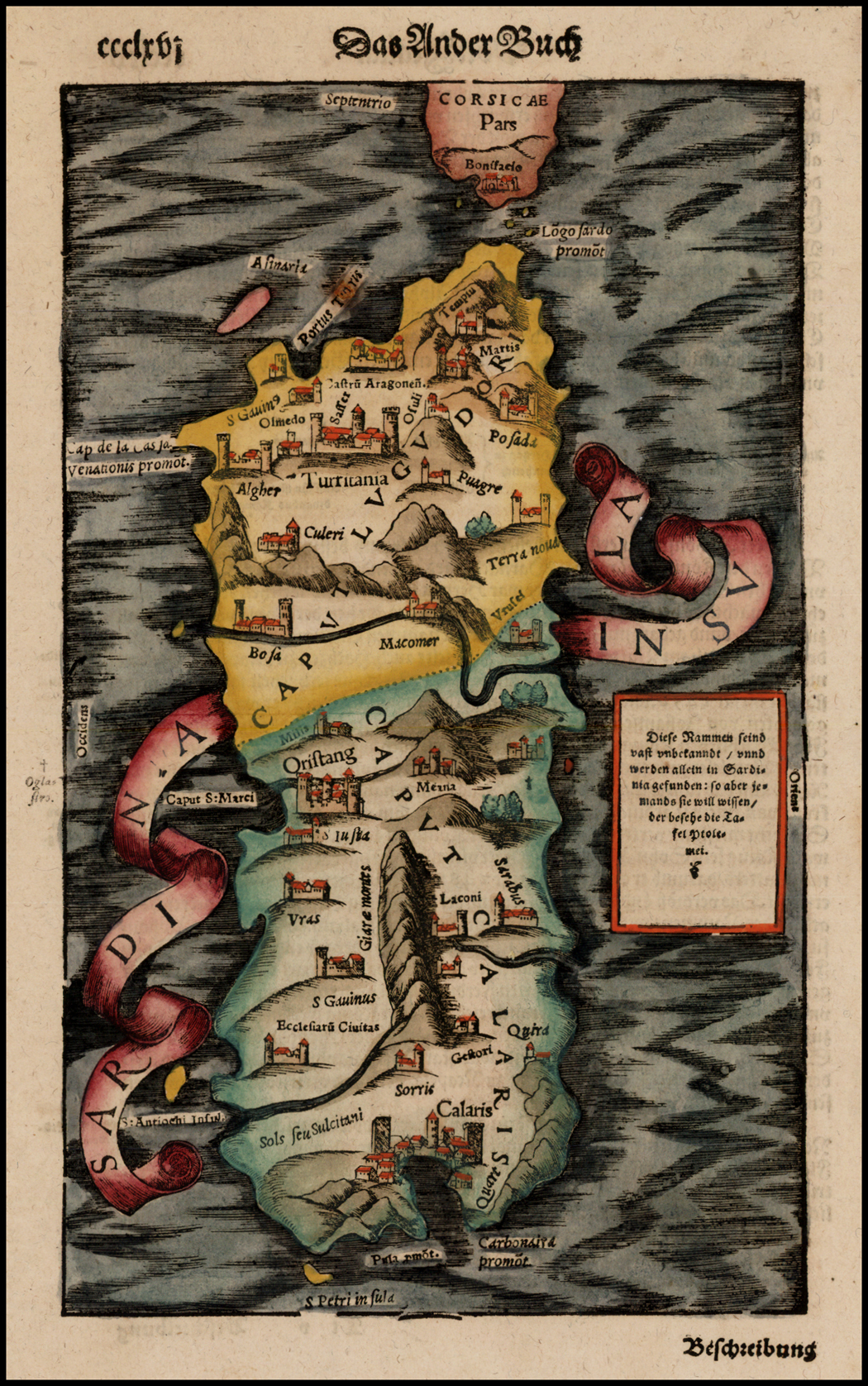
Le Royaume de Sardaigne sur une carte du XVIe siècle

Sous la couronne d'Aragon, la Sardaigne continua d'être gouvernée comme un royaume semi-indépendant, conservant son propre parlement et un vice-roi gouvernant l'île au nom du roi. Cet arrangement se poursuivit après l'union personnelle des couronnes de Castille et d'Aragon pour former l'Espagne sous la dynastie des Habsbourg. À cette époque, l'île devint une cible pour les pirates barbaresques, en raison des guerres fréquentes entre l'Espagne et l'Empire ottoman. À partir des années 1570, une série de tours, connues aujourd'hui sous le nom de tours espagnoles, furent construites autour de la côte de l'île pour se protéger des raids des pirates.
Ce contrôle de la Sardaigne dura jusqu'à la Guerre de Succession d'Espagne.

## Le royaume de Sardaigne de la maison de Savoie (1720-1861)
En 1720, les ducs de Savoie, aussi détenteurs de la principauté de Piémont et du comté de Nice, deviennent rois de Sardaigne, en échange du Royaume de Sicile, repris par les Espagnols, et suite au traité de La Haye (1720).
Ils se trouvent dès lors à la tête d'un ensemble stable, appelé officiellement « royaume de Sardaigne », « royaume de Piémont-Sardaigne », dans l'historiographie française, dont la capitale est Turin (Piémont).
Au XIXe siècle, le royaume de Sardaigne devient l'État italien autour duquel va se réaliser l'unité de la péninsule, avec le slogan : « VERDI » (Vittorio Emmanuele Re D'Italia).
Le royaume d'Italie de Victor-Emmanuel est effectivement réalisé en 1861. Le premier roi d'Italie conserve le nom qu'il portait en tant que roi de Sardaigne et duc de Savoie : Victor-Emmanuel II.

### Sources primaires
- Contabilidad detallada de los embajadores Guillem Durfort, Gilabert de Cruïlles, Pere de la Costa y Guillem Galvany, enviados por el rey Jaime II de Aragón a la corte de Bonifacio VIII en Anagni., (19.03.1295 - 08.07.1295).
- Berger, Elie, Les registres d’Innocent IV publiés ou analysés d’après les manuscrits originaux du Vatican et de la Bibliothèque nationale, Paris, E. Thorin – École française de Rome, 1884, t. I.
- Jerónimo Zurita, Anales de la Corona de Aragón, texte établi par Ángel Canellas López, éd. électronique de José Javier Iso (coord.), María Isabel Yagüe, Pilar Rivero, Saragosse, Institución « Fernando el Católico » (CSIC), publication n° 2473 [lire en ligne], 2003.
- Giovanni della Grossa, Cronica corsesca.